# Sigma Fornacis
Sigma Fornacis är en vit stjärna i huvudserien i Ugnens stjärnbild. Den går även under beteckningen HD 23738.
Stjärnan har visuell magnitud +5,90 och är knappt synlig för blotta ögat vid god seeing.